# Clogwyn Du'r Arddu
Clogwyn Du'r Arddu är ett stup i Storbritannien.   Det ligger i kommunen Gwynedd och riksdelen Wales, i den södra delen av landet, 300 km nordväst om huvudstaden London. Clogwyn Du'r Arddu ligger 700 meter över havet.
Terrängen runt Clogwyn Du'r Arddu är huvudsakligen kuperad. Clogwyn Du'r Arddu ligger uppe på en höjd.Runt Clogwyn Du'r Arddu är det ganska glesbefolkat, med 45 invånare per kvadratkilometer. Närmaste större samhälle är Bangor, 16,8 km norr om Clogwyn Du'r Arddu. Trakten runt Clogwyn Du'r Arddu består i huvudsak av gräsmarker.